# Gouvernement de l'Australie-Occidentale
Le gouvernement de l'Australie-Occidentale (Government of Western Australia en anglais), dont le nom formel est le gouvernement de Sa Majesté d'Australie-Occidentale (His Majesty's Government of Western Australia), est l'autorité démocratique administrative de l'État australien de l'Australie-Occidentale. Celui-ci a d'abord été créé en 1890 en tant que gouvernement responsable colonial, plus précisément en tant que monarchie constitutionnelle parlementaire, avec sa propre constitution. Depuis la Fédération de l'Australie en 1901, l'Australie-Occidentale est un État du Commonwealth de l'Australie et sa relation avec le Commonwealth est régie par la Constitution de l'Australie. Selon cette dernière, l'Australie-Occidentale a cédé la suprématie législative et judiciaire au Commonwealth, mais a gardé les pleins pouvoirs dans toutes les affaires que n'entrent pas en conflit avec le Commonwealth.

## Pouvoirs exécutif et judiciaire
L'Australie-Occidentale est gouvernée selon les principes du système de Westminster, une forme de gouvernement parlementaire basé sur le modèle du Royaume-Uni. Le pouvoir législatif est détenu par le Parlement d'Australie-Occidentale qui comprend la Couronne, représentée par le gouverneur d'Australie-Occidentale, et de deux chambres, le Conseil législatif d'Australie-Occidentale (la chambre haute) et Assemblée législative d'Australie-Occidentale (la chambre basse). De son côté, le pouvoir exécutif est détenu par le Conseil exécutif qui comprend le gouverneur et des ministres séniors.
Le gouverneur, en tant que représentant de la Couronne, est le détenteur formel du pouvoir qu'il ou elle exerce selon les recommandations du Premier ministre d'Australie-Occidentale et du Cabinet. Le premier ministre et les ministres sont nommés par le gouverneur et détiennent leurs positions en vertu de leur capacité à maintenir l'appui de la majorité des membres de l'Assemblée législative. Le pouvoir judiciaire est exercé par la Cour suprême de l'Australie-Occidentale et un système de cours subordonnées, mais la Haute Cour d'Australie et les autres cours fédérales ont une juridiction supérieure en ce qui concerne toutes les affaires sous la portée de la Constitution australienne.

## Annexe